# Michael O’Nan
Michael Ernest O’Nan (* 9. August 1943 in Fort Knox, Kentucky; † 31. Juli 2017 im Plainsboro Township, New Jersey) war ein US-amerikanischer Mathematiker, der sich mit endlichen Gruppen beschäftigte.
O’Nan promovierte 1970 an der Princeton University bei Daniel Gorenstein (A Characterization of the Three-Dimensional Projective Unitary Group over a Finite Field). Er war bis 2011 Professor an der Rutgers University. 1976 fand er eine Sporadische Gruppe, die nach ihm benannt ist. Sie wurde von Charles Sims konstruiert. 1974 wurde er Sloan Research Fellow.

## Schriften
- Linear Algebra (= Eagle Mathematics Series. Bd. 2A). Harcourt Brace Jovanovich, New York NY u. a. 1971, ISBN 0-15-518558-6 (2nd edition. ebenda 1976, ISBN 0-15-518560-8; 3rd edition. mit Herbert Enderton. Harcourt Brace Jovanovich, San Diego CA u. a. 1990, ISBN 0-15-551008-8).